# Cyohoha-See Nord
Der Cyohoha-See Nord liegt im Distrikt Bugesera in der Ostprovinz von Ruanda.

## Geographie
Der Cyohoha-See Nord liegt nördlich des Cyohoha-Sees Süd. Wasser fließt aus dem Marais Murago aus Burundi kommend in den See und mündet aus diesem nach Westen abfließend in den Akanyaru. Die Wasserfläche des Cyohoha-Sees Nord ist inzwischen jedoch stark zurückgegangen, sodass er seit Anfang 2000 praktisch ausgetrocknet ist. Die verbliebene Wasserfläche beträgt 0,56 km². Zu früheren Zeiten betrug sie bei hohem Wasserstand 12 km². Der seichte See war 12 km lang und etwa 1 km weit.

## Flora und Fauna
Im See vorkommende invasive Pflanzenarten umfassen das Raue Hornblatt (Ceratophyllum demersum), das Krause Laichkraut (Potamogeton crispus) und die Stern-Seerose (Nymphaea nouchali).
Zur Fischfauna zählen Tilapia, Afrikanischer Raubwels und Afrikanische Lungenfische.